# Чхеидзе, Александр Давидович
Алекса́ндр Дави́дович Чхеи́дзе (груз. ალექსანდრე დავითის ძე ჩხეიძე; 5 июля 1873—1941) — начальник Тифлисского военного училища, бригадный генерал, офицер польской армии.

## Биография
Родился 5 июля 1873 года в с. Кутники Кутаисской губернии, в старинном дворянском роду. Православный. В 1892 году окончил Тифлисский кадетский корпус. C 1 сентября 1892 по 7 августа 1893 года обучался в Москве, в 3-м Александровском военном училище. По окончании училища произведён подпоручиком в 16-й гренадерский Мингрельский полк Кавказской гренадерской дивизии 2-го Кавказского армейского корпуса. С 13 апреля 1894 года — командир полковой разведки. Был превосходным стрелком, отмечен наградами за отличную работу во время многочисленных соревнований по стрельбе. 5 марта 1897 года назначен начальником оружейной части.
В Первую мировую войну (1914—1917) в чине полковника находился на Северо-Западном фронте в составе 15-го Тифлисского гренадерского полка Кавказской гренадерской дивизии. Был прикомандирован к Тифлисскому военному училищу при школе прапорщиков в качестве военного наставника, на должности командира батальона.
В ноябре 1917 года после большевистского переворота поступил на службу созданной армии Закавказской Демократической Республики. А с провозглашением Грузинской Демократической Республики стал выполнять обязанности заместителя начальника Тифлисского военного училища; в 1920 году был назначен начальником училища с присвоением звания бригадного генерала.
В феврале 1921 года после оккупации частями 11-й Красной Армии Грузинской Демократической Республики, воевал во главе юнкеров Тифлисского военного училища против частей Красной Армии. После падения Грузинской Демократической Республики эмигрировал в Турцию, в Константинополь. Осенью 1922 года переехал в Польшу.
С ноября 1922 по февраль 1923 года преподавал на курсах командиров полков Польской армии в экспериментальном учебном центре в Рембертуве. В течение года был в школе пехоты в Варшаве. С 22 сентября 1923 года находился при главной школе верховой езды в Грудзёндзе, по окончании которой в 1924—1926 годах был инструктором в военном училище и 16-й пехотной дивизии в Грудзендзе. С 11 апреля 1927 по 31 мая 1931 года — командир 14-й пехотной дивизии в Познани. 31 августа 1931 года по окончании контракта был уволен из польской армии.
В отставке жил во Львове, где после вторжения Красной Армии в 1939 году был арестован органами НКВД как «враг народа»; находился в Львовской тюрьме № 1, затем, в июне 1940 года был переведен в закрытую тюрьму НКВД в Киев, где ему был предъявлен обвинительный акт — служба в армии Грузии и борьба против Красной Армии, служба в польской армии и активное участие в Комитете грузинских рабочих в Варшаве по статьям 54-13 Уголовного кодекса Украинской ССР. Генерал Чхеидзе был конвоирован НКВД 16 декабря 1940 года в Москву. Умер в 1941 г.

## Семья
Генерал Чхеидзе был женат на Квинитадзе Софии, племяннице Георгия Квинитадзе, главнокомандующего грузинской армией во время Гражданской войны. Его сын, Джордж Дэвид, родился в 1902 году; служил по контракту в 7-й Польской конной стрелковой дивизии. Умер от осложнения гриппа 8 сентября 1927 года. Похоронен в Познани на военном кладбище, могила № 1069-м.

## Награды
- Медаль «В память 300-летия царствования дома Романовых» (1913);
- Орден Св. Владимира 3-й ст. с мечами (ПАФ 09.04.1917).